# 歌心りえ
歌心 りえ（うたごころ りえ、1973年6月30日 - ）本名　八塚（やつか)りえ　は、栃木県西那須野町（現：那須塩原市）出身の日本の女性歌手である。夫が営む東京・下北沢のライブレストランで年に3～4回、自身のライブを開催していた2024年4月から5月にかけて韓国のケーブルテレビ局である毎日放送（MBN）で制作・放送された『日韓トップテンショー』『日韓歌王戦』に歌心りえ名義で出演し、50歳にして韓国で突如ブレイクした。2004年に冬のソナタの日本初の公式カバー曲を発表した3人組音楽グループSeptemberのメンバーとしてはRieの名で活動している。

## 略歴
1994年、「SONY Voice 2」オーディションの最終選考まで残ったのをきっかけに翌1995年、実姉と共にLetit goのメンバーの八塚 りえとしてワーナーミュージック・ジャパンよりデビューした。セカンドシングルの「200倍の夢」がポカリスエットのCMタイアップ曲となった。その後Letit goを脱退し、実姉とのユニットCiaoを結成し、east west japanから1997年に「Rainy Heart」でデビューした。
1999年、ZEEBRAの全面バックアップによってRie名義でソロデビューし、「冷たい水の中の太陽 features ZEEBRA REMIX」をリリースした。その後、大江千里や天野月子等の録音やコンサートにコーラスとして参加する傍ら、ソロ活動をした。
2003年4月、音倉レコードよりソロアルバム『One』をリリースした。ソロ活動をする一方、ピアノとチェロとボーカルによるアンサンブルSeptemberを2004年に結成し、韓国ドラマ『冬のソナタ』挿入曲の日本語バージョンや韓国映画『私の頭の中の消しゴム』テーマ曲の日本語カバーなどをリリースした。
2006年、フジテレビ系の「月9」枠で放送された連続ドラマ『危険なアネキ』の挿入歌「Tender Love」を発売し、同年12月、アンドレ・ギャニオン×小椋佳×Septemberのコラボによる「25時の沙羅」をリリースした。2008年4月、フジテレビフラワーネットCMとタイアップした「咲きましょう」をリリースし、同時に花をテーマとした男性アーティストのヒット曲をカバーしたアルバム『FLOWER's』をリリースした。
2010年4月よりテレビ東京系の音楽番組『歌の楽園』にSeptember Rieとして準レギュラー出演し、2012年10月、Rie&Qoonieとしてソロ活動し、ライブハウスや各イベントなどに出演した。
2023年から2024年にかけてWOWOWとABEMAで放送された日韓共同プロジェクトのオーディション番組『トロット・ガールズ・ジャパン』に歌心 りえの名で出演し、2024年2月22日開催の決勝で最終決戦の3人に残った。その後2024年4月から5月にかけて韓国のケーブルテレビ局である毎日放送（MBN）で制作・放送された『日韓トップテンショー』『日韓歌王戦』に出演し、番組が韓国で人気になり、歌心りえが日韓両方で注目・評価された。
2025年4月2日にビクターから『SONGS』、エイベックスから『HEARTS』という2つのアルバムを同時に発売した。両アルバムとも中島美嘉の「雪の華」をはじめとするヒット曲をカバーした選曲で、『SONGS』にはオリジナル曲が2曲入っている。「雪の華」は歌心りえが『日韓歌王戦』で歌った動画がYouTubeで公開され、再生数が1000万回を超えていて、『SONGS』ではほぼオリジナルどおりの編曲で収録され、『HEARTS』版では新たな編曲で歌われている。『日韓歌王戦』での「雪の華」の歌唱について歌心りえ本人は「アドレナリンが出まくって、緊張感もみなぎった中での歌唱」と語っている。

## ディスコグラフィー

### Letit go
- 1st Single：勇気は君のEmblem
- 2nd Single：200倍の夢
- 1st Album：200倍の夢

### Ciao
- 1st Single：Rainy Heart
- Maxi Single：それが恋かもしれない

### Rie
- Maxi Single：冷たい水の中の太陽 features ZEEBRA REMIX
- Mini Album：One
- Maxi Single：Tender Love

### September - Rie&Qoonie
- 1st Single：冬のソナタ 〜最初から今まで〜
- 2nd Single：約束
- 3rd Single：A moment to remember
- 1st Album：UNO
- 4th Single：赤い糸
- 5th Single：25時の沙羅
- 6th Single：咲きましょう
- 7th Single：明日咲く花
- 2nd Album：FLOWERs

（上記までSeptember名義）
- 8th Single：あのね 〜青色の傘〜

### 歌心りえ

#### カバーアルバム
|     |              |              |      |            |                                                |  |
| ＃  | 発売日       | タイトル     | 形態 | 規格品番   | 発売元                                         |  |
| 1-1 | 2025年4月2日 | 「 SONGS 」  | CD   | VICL 66056 | ビクターエンタテインメント                     |  |
| 1-2 | 2025年4月2日 | 「 HEARTS 」 | CD   | AVCD 63705 | エイベックス ・ ミュージック ・ クリエィティヴ |  |

## メディア出演
- RADIO BERRY：September Rieとジルデコ chihiRoのいつだってハーモニー♪　2010年4月〜9月
- テレビ東京：歌の楽園　2010年4月〜2011年3月
- フジテレビ：千鳥の鬼レンチャン　2024年11月17日
- JFN系列：OH! HAPPY MORNING  2025年4月30日、5月7日